# Beachy Head

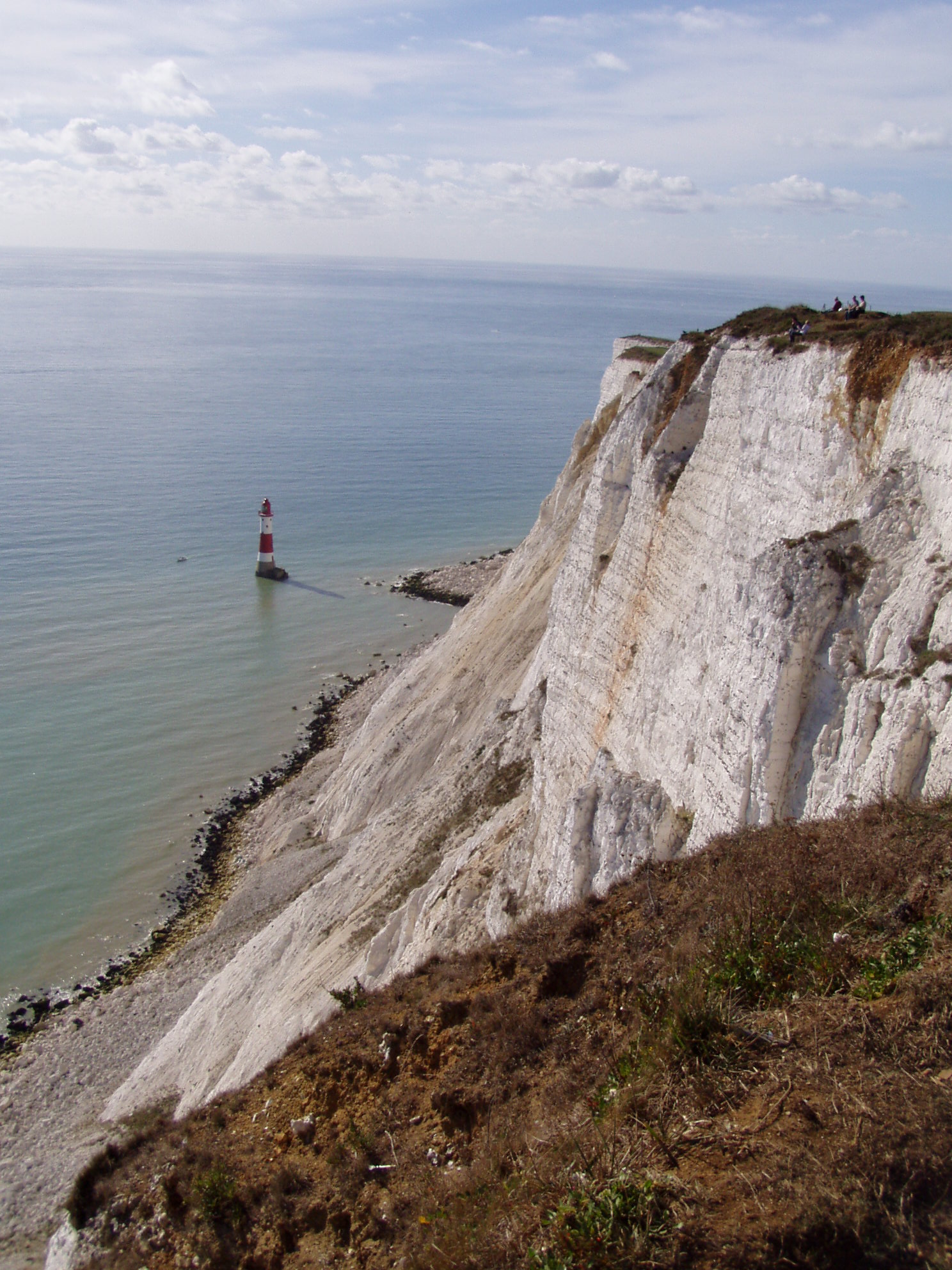
Beachy Head.

Beachy Head är en udde på Storbritanniens sydkust väster om Eastbourne. På Beachy Head finns mer än 150 meter höga kritklippor. Utanför udden ligger en fyr. Klippornas höjd har gjort platsen beryktad som en plats där många begår självmord.
I närheten utkämpades den 10 juli 1690 ett ryktbart sjöslag mellan en engelsk-holländsk flotta under amiral Herbert och franska flottan under amiral Tourville. 